# Mericia erigonea
Mericia erigonea är en tvåvingeart som beskrevs av Robineau-desvoidy 1830. Mericia erigonea ingår i släktet Mericia och familjen parasitflugor.
Artens utbredningsområde är Frankrike. Inga underarter finns listade i Catalogue of Life.